# Długi Kierz
Długi Kierz (dodatkowa nazwa w j. kaszub. Dłudżi Czerz) – wieś w Polsce, położona w województwie pomorskim, w powiecie kartuskim, w gminie Sierakowice.
Wieś  kaszubska położona na Pojezierzu Kaszubskim. Wieś jest siedzibą sołectwa Długi Kierz, w którego skład wchodzą Lisie Jamy.
| SIMC    | Nazwa      | Rodzaj    |
| ------- | ---------- | --------- |
| 0170920 | Lisie Jamy | część wsi |

W latach 1975–1998 miejscowość administracyjnie należała do województwa gdańskiego.